# واکنش گومبرگ–باخمان
واکنش گومبرگ–باخمان (به انگلیسی: Gomberg–Bachmann reaction) گونه‌ای از واکنش جفت‌شدن آریل-آریل است که در حضور یک نمک دی‌آزونیم صورت می‌گیرد. این واکنش نخستین بار توسط دو شیمی‌دان به نام‌های ورنر امانوئل باکمن و موسز گومبرگ کشف شد.